# Dirname
dirname (ang. directory – katalog, ang. name – nazwa) – polecenie systemu Unix, służące do wyświetlania ścieżki bez ostatniego składnika. Działa odwrotnie do polecenia basename.
W systemie GNU ten program jest dostępny w pakiecie GNU Coreutils.
Autorami wersji GNU programu są David MacKenzie i Jim Meyering.

## Składnia polecenia
```
 dirname NAZWA 
```

Wyświetla NAZWĘ bez ostatniego składnika.
```
 dirname [OPCJA] 
```

Jako OPCJĘ można podać:
- --help     wyświetlenie pomocy polecenia
- --version  wyświetlenie informacji o wersji polecenia

## Przykłady użycia
```
 $ dirname /usr/bin/sort
 /usr/bin
 $ dirname stdio.h  
 . 
```